# 安厚齋

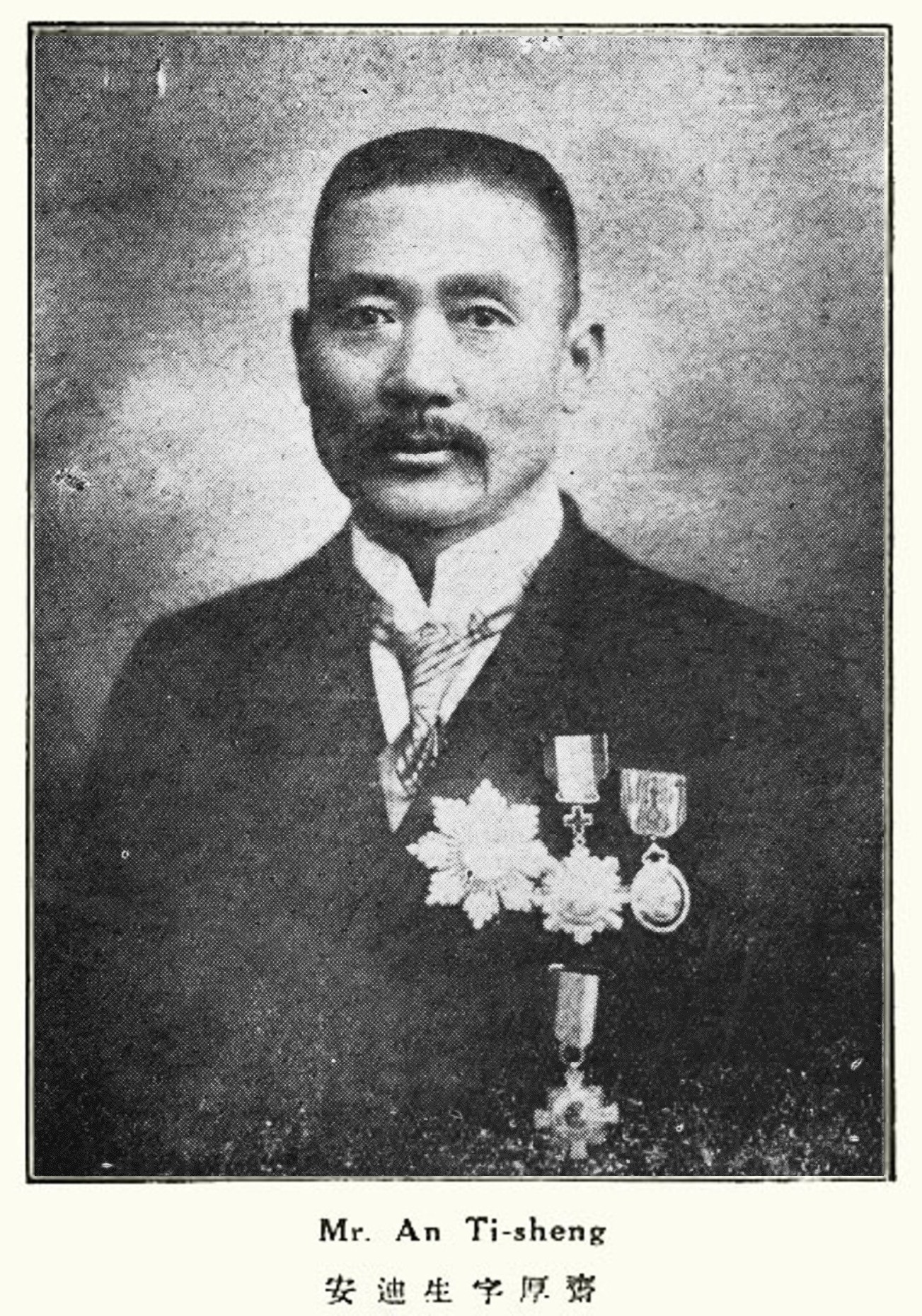

安迪生（1868年—1940年代？），原名会，字迪生，后更名厚斋，以字行，直隶香河县岭子村人。中国工艺美术师、宝华蓝的发明人，北京商界领袖。

## 生平
他幼年曾念旧学，并在北京学习首饰制造工艺，年纪稍长后到护国寺西廊宝华楼当伙友，显示出在艺术方面的天赋（后来宝华楼掌柜去世，他继任掌柜）。1902年，他入翰林院供事。1904年他成为京师的候补知县。他花费了大量时间和精力从事工艺美术研究，终于研制出宝华蓝（Pao Hua silver enamel ware）工艺。他也因宝华蓝而成名。1905年，他成为商部（Board of Commerce）所办的京师劝工陈列所（Commercial Exhibit Hall）董事，他还加入了京师商务总会。1910年夏天，在南京举办了一次全国性博览会——南洋劝业会，他任执行委员。1911年10月，他参加中国工业代表团访问日本。1912年中华民国成立后，北洋政府召开了一次全国会议以讨论国家工商事业，他代表京师总商会与会。此次会议决定成立中华全国商会联合会。该联合会于1914年召开第一次大会，安迪生代表京师总商会参加了此次大会，并当选联合会驻京办公室秘书长。京都市政公所督办设立后，安迪生成为负责市政的委员会成员。1914年，他在北京担任了赴巴拿马博览会代表团副团长。1918年2月，他当选京师总商会会长。1918年8月，他当选顺直省议会议员。1918年10月27日，他发起成立了全国和平联合会，11月13日该会经政府批准备案。1918年12月，他在和平期成会中扮演重要角色，任总务处主任。1919年5月，他在五四运动中出面领导工商界抵制日货。1922年，他代表京兆地方出席在上海召开的修改税则会议。1924年，他卸任京师总商会会长一职。
以宝华蓝工艺制作的勋章以及炉、瓶、钟、鼎等物均十分精美，填补了中国工艺美术上的一项空白。该工艺曾获中华民国农商部、国货展销会的优奖，并曾获巴拿马万国博览会金奖。他的宝华蓝在北京压倒了日本的七宝烧，到1925年，日本七宝烧已经退出了北京市场。安迪生在北京还办了许多宝华蓝工厂。1919年5月，中华民国大总统冯国璋授安迪生五等嘉禾章；1920年1月，大总统徐世昌授他四等嘉禾章，后又于1922年2月授他三等嘉禾章；1923年3月，大总统黎元洪授他二等嘉禾章。此外，他曾在北京多次帮助财政部解决财政问题，后被中华民国财政部授予二等奖。他还任中华民国农商部顾问多年，后被农商部授予二等奖。他还因协助改善与北京监狱有关的工业设施而被中华民国司法部授予二等奖。
1935年10月，他参与策划了以武桓（号“宜亭”）为首的香河事变，企图使香河县脱离国民政府管制，实行自治。事变后，武桓任命安迪生为香河县政府代县长，7天半后，因国民政府抗议，安迪生下台。
安迪生于中华人民共和国成立前夕去世，活了八十多岁。

## 家庭
- 子：安汉儒，早年曾留学日本，是北京的知名[來源請求]书画家
- 孙（安汉儒之子）：安然，电影演员，曾在电影《暴风骤雨》中饰演角色。